# Povești de la stația de pompieri
Povești de la stația de pompieri (în engleză Firehouse Tales) este un desen animat produs de Warner Bros. Animation care a avut premiera pe 22 august 2005 pe Cartoon Network ca parte a blocului Tickle-U în Statele Unite. Premiera în România a fost pe 9 decembrie 2013 pe canalul Boomerang ca parte a blocului Cartoonito. Serialul urmărește trei mașini de pompieri antropomorfice care locuiesc în orașul Pajiștea verde (en. Green Meadow) și se antrenează întotdeauna pentru a salva lumea din pericole.

## Personaje
- Roșu (en. Red)
- Ursuzul (en. Crabby)
- Petrolistul (en. Petrol)

## Episoade
| Premiera în România | N/o | Titlu român                                  | Titlu englez                            |
| ------------------- | --- | -------------------------------------------- | --------------------------------------- |
|                     |     |                                              |                                         |
| PRIMUL SEZON        |     |                                              |                                         |
|                     |     |                                              |                                         |
| 10.12.2013          | 01  | Noua mașină din cartier                      | New Truck on the Block                  |
| 10.12.2013          | 01  | Bubba la profesionism                        | Bubba Goes Pro                          |
| 10.12.2013          | 01  | Noul furtun al Ursuzului                     | Crabby’s New Nozzle                     |
|                     |     |                                              |                                         |
| 09.12.2013          | 02  | Baloane de murdărici                         | Stinky Bubbles                          |
| 09.12.2013          | 02  | Albiciosul e erou                            | Milkie’s Way                            |
| 09.12.2013          | 02  | Petrolistul în parc                          | Petrol in Park                          |
|                     |     |                                              |                                         |
| 11.12.2013          | 03  | Titirez zese o poveste                       | Spinner Spins a Tale                    |
| 11.12.2013          | 03  | Pericol cu viscol                            | Ranger Danger                           |
| 11.12.2013          | 03  | Reprezentație la târg                        | Truckin’ at the County Fair             |
|                     |     |                                              |                                         |
| 12.12.2013          | 04  | Bătrân dar chibzuit                          | Older but Wiser                         |
| 12.12.2013          | 04  | Baia duhnitoare a lui Murdărici              | Stinky’s Smelly Bath                    |
| 12.12.2013          | 04  | Remorc sare în ajutor                        | Tug to the Rescue                       |
|                     |     |                                              |                                         |
| 13.12.2013          | 05  | Cine nu greșește                             | Slip ’n’ Slide                          |
| 13.12.2013          | 05  | Cald sub capotă                              | Hot Under the Hood                      |
| 13.12.2013          | 05  | La televizor                                 | Trucks on TV                            |
|                     |     |                                              |                                         |
| 16.12.2013          | 06  | Ziua inspecției                              | Inspection Day                          |
| 16.12.2013          | 06  | Ba nu, ba da                                 | My Feud or Yours                        |
| 16.12.2013          | 06  | Poveste de câine                             | A Dog’s Tale                            |
|                     |     |                                              |                                         |
| 17.12.2013          | 07  | Schimb de meserii                            | Job Swap                                |
| 17.12.2013          | 07  | Scoop visează                                | Scoop Dreams                            |
| 17.12.2013          | 07  | Mașina care a strigat Foc                    | The Truck Who Cried Fire                |
|                     |     |                                              |                                         |
| 18.12.2013          | 08  | Nu te uita în jos                            | Don’t Look Down                         |
| 18.12.2013          | 08  | Când Șeful nu e acasă, Ursuzul joacă pe masă | When the Chief’s Away, Crabby Will Play |
| 18.12.2013          | 08  | De pe perete                                 | Off the Wall                            |
|                     |     |                                              |                                         |
| 19.12.2013          | 09  | Să-nceapă spectacolul!                       | Showtime!                               |
| 19.12.2013          | 09  | Fuga după baloane                            | The Big Balloon Chase                   |
| 19.12.2013          | 09  | Probleme cu tunele                           | Tunnel Trouble                          |
|                     |     |                                              |                                         |
| 20.12.2013          | 10  | Bop-snop sare în ajutor                      | Snootie to the Rescue                   |
| 20.12.2013          | 10  | Titirez e reporter                           | Spinner on the Air                      |
| 20.12.2013          | 10  | Îmi place la paradă                          | I Love a Parade                         |
|                     |     |                                              |                                         |
| 23.12.2013          | 11  | În îndepărtatul albastru                     | Wild Blue Yonder                        |
| 23.12.2013          | 11  | Lorrie și admiratorii                        | The Lorrie Story                        |
| 23.12.2013          | 11  | Școala de maniere a lui Bop-snop             | Snootie’s School of Manners             |
|                     |     |                                              |                                         |
| 24.12.2013          | 12  | Zoe, mașina de tractare                      | Zoe the Tow Truck                       |
| 24.12.2013          | 12  | Nebunie de animale                           | Pet Peeve                               |
| 24.12.2013          | 12  | (fără titlu în română)                       | Sail Away                               |
|                     |     |                                              |                                         |
| 25.12.2013          | 13  | Mașinuța norocoasă                           | Good Luck Truck                         |
| 25.12.2013          | 13  | Cine a dat drumul animalelor?                | Who Let the Zoo Out?                    |
| 25.12.2013          | 13  | Pe drum                                      | On the Road                             |
|                     |     |                                              |                                         |
| 12.05.2014          | 14  | Musafirul stației de pompieri                | Firehouse Guest                         |
| 12.05.2014          | 14  | O balenă de poveste                          | A Whale of a Tale                       |
| 12.05.2014          | 14  | Vopsitorul                                   | The Line Painter                        |
|                     |     |                                              |                                         |
| 13.05.2014          | 15  | Bilet la carnaval                            | Ticket to Ride                          |
| 13.05.2014          | 15  | Petrolistul și noua vopsea                   | Petrol’s Paint Job                      |
| 13.05.2014          | 15  | Mașina de presat gheața                      | The Ice Sweeper                         |
|                     |     |                                              |                                         |
| 14.05.2014          | 16  | Surpriza de ziua Petrolistului               | Petrol’s Birthday Surprise              |
| 14.05.2014          | 16  | E dezastru fără Tech                         | High-Tech Wreck                         |
| 14.05.2014          | 16  | Fata de la pompieri                          | Firehouse Girl                          |
|                     |     |                                              |                                         |
| 15.05.2014          | 17  | Super mașina                                 | Super Truck                             |
| 15.05.2014          | 17  | Unde e fum e și Titirez                      | Where There’s Smoke There’s Spinner     |
| 15.05.2014          | 17  | Circ cu mașini                               | Circus of Trucks                        |
|                     |     |                                              |                                         |
| 16.05.2014          | 18  | Misterul din Pajiștea Verde                  | The Green Meadows Mystery               |
| 16.05.2014          | 18  | Ursuzul în mașarier                          | Crabby In Reverse                       |
| 16.05.2014          | 18  | Poștașul Merl                                | U.S. Merl                               |
|                     |     |                                              |                                         |
| 19.05.2014          | 19  | Autobuz nou în oraș                          | New Bus in Town                         |
| 19.05.2014          | 19  | Ziua voluntariatului                         | Volunteer Day                           |
| 19.05.2014          | 19  | Secretul lui Bubba                           | Bubba’s Big Secret                      |
|                     |     |                                              |                                         |
| 20.05.2014          | 20  | Vorbe și iar vorbe                           | Talk, Talk, Talk                        |
| 20.05.2014          | 20  | Reparații pe șosea                           | Steamrolling Down The Highway           |
| 20.05.2014          | 20  | Clovnul Ursuzul                              | Clown Crabby                            |
|                     |     |                                              |                                         |
| 21.05.2014          | 21  | Înghețat                                     | Iced Up                                 |
| 21.05.2014          | 21  | Colegul care nu refuză                       | The Truck Who Couldn’t Say No           |
| 21.05.2014          | 21  | Excursia                                     | Firehouse Field Trip                    |
|                     |     |                                              |                                         |
| 22.05.2014          | 22  | Bucătăreasa Katie                            | Katie the Cook                          |
| 22.05.2014          | 22  | Era dimineață în Pajiștea Verde              | All’s Quiet at the Firehouse            |
| 22.05.2014          | 22  | Pentru păsări                                | For the Birds                           |
|                     |     |                                              |                                         |
| 23.05.2014          | 23  | La viteza Fulgerului                         | At Speedy’s Speed                       |
| 23.05.2014          | 23  | Zâmbiți vă rog                               | Say "Cheese" Please                     |
| 23.05.2014          | 23  | Cel mai bun                                  | Best In Show                            |
|                     |     |                                              |                                         |
| 26.05.2014          | 24  | Luminița strălucitoare                       | Bright Light                            |
| 26.05.2014          | 24  | Agățat de tine                               | Hooked on You                           |
| 26.05.2014          | 24  | Grozavul Petrolist la lovitură               | Mighty Petrol at the Bat                |
|                     |     |                                              |                                         |
| 27.05.2014          | 25  | Furtunuri țopăitoare                         | Hoppin’ Hoses                           |
| 27.05.2014          | 25  | Petrolistul cel mare și puternic             | Big, Strong Petrol                      |
| 27.05.2014          | 25  | Târgul culinar de la stația de pompieri      | Firehouse Food Fair                     |
|                     |     |                                              |                                         |
| 28.05.2014          | 26  | Pompieri cavaleri                            | Firehouse Knights                       |
| 28.05.2014          | 26  | Arată și povestește                          | Show and Tell                           |
| 28.05.2014          | 26  | Școala agricolă                              | Farm School                             |
|                     |     |                                              |                                         |

## Legături externe
- Povești de la stația de pompieri la Internet Movie Database